# جوزيف هيكرسبيرغر
جوزيف هيكرسبيرغر (بالألمانية: Josef Hickersberger)‏ (مواليد 27 ابريل 1948 في أمستيتن، النمسا) لاعب كرة قدم نمساوي سابق ومدرب كرة قدم سابق لمنتخب النمسا ورابيد فيينا.

## المسيرة لاعبا

### الأندية
بدأ هيكرسبرجر مسيرته الكروية مع أوستريا فيينا حيث تم التعاقد معه من قبل إرنست أوسويرك في عام 1966. بعد ستة مواسم ناجحة تم بيع مقابل 2.1 مليون شلن إلى نادي الألماني الغربي كيكرز أوفنباخ. انتقل في وقت لاحق إلى فورتونا دوسلدورف ثم عاد إلى النمسا للانضمام إلى نادي إنسبروك ثم أنهى مسيرته المهنية مع رابيد فيينا. تابع اللعب مع عدة أندية هواة وهي بادينر وباما وفورختينستين وترايسين.

### المنتخب
لعب لأول مرة لمنتخب النمسا في مايو 1968 ضد رومانيا ثم شارك في نهائيات كأس العالم لكرة القدم 1978. لعب 39 مباراة دولية سجل خلالها خمسة أهداف. كانت آخر مباراة دولية في نهائيات كأس العالم في عام 1978 ضد ألمانيا الغربية وهي المباراة التي أطلق عليها اسم معجزة قرطبة وهي الذي فازت بها النمسا 3-2.

### الأهداف الدولية
| #  | التاريخ        | الملعب                     | الخصم   | التسجيل | النتيجة | المنافسة                          |
| -- | -------------- | -------------------------- | ------- | ------- | ------- | --------------------------------- |
| 1. | 30 أبريل 1972  | ملعب براتر، فيينا          | مالطا   | 1–0     | 4–0     | تصفيات كأس العالم لكرة القدم 1974 |
| 2. | 30 أبريل 1972  | ملعب براتر، فيينا          | مالطا   | 2–0     | 4–0     | تصفيات كأس العالم لكرة القدم 1974 |
| 3. | 30 أبريل 1972  | ملعب براتر، فيينا          | مالطا   | 3–0     | 4–0     | تصفيات كأس العالم لكرة القدم 1974 |
| 4. | 3 سبتمبر 1972  | الملعب المركزي، كرايوفا    | رومانيا | 1–0     | 1–1     | ودية                              |
| 5. | 10 نوفمبر 1976 | ملعب كافالا الوطني، كافالا | اليونان | 1–0     | 3–0     | ودية                              |

## المسيرة مدربا
منذ اعتزاله كلاعب عمل هيكرسبرجر مدربا لكرة القدم. كان المدير الفني للمنتخب النمساوي في بطولة كأس العالم لكرة القدم 1990 في إيطاليا. ومع ذلك بعد الهزيمة المثيرة والمحرجة 0-1 من جزر فارو في مباراة التأهل الأولى إلى بطولة أمم أوروبا لكرة القدم 1992 قرر تقديم استقالته وبعد ذلك درب فورتونا دوسلدورف من 1990 إلى 1992 ثم أوستريا فيينا من 1993 إلى 1994.
ثم عمل هيكرسبرجر لبضع سنوات في منطقة الشرق الأوسط حيث قام بتدريب العديد من الفرق من بينها منتخب البحرين ونادي الوصل أحد أكثر الأندية شعبية في الإمارات.
في عام 2002 عاد هيكرسبرجر إلى النمسا واستطاع أن يحقق النجاح مع رابيد فيينا حيث حقق معه بطولة الدوري عام 2005 بعد فترة صيام استمرت تسع سنوات وتأهل في الموسم التالي إلى الدور الأول (دور المجموعات) في دوري أبطال أوروبا حيث خسر جميع مبارياته من يوفنتوس الإيطالي وبايرن ميونخ الألماني وكلوب بروج البلجيكي.
تولى تدريب منتخب النمسا مجددا خلال بطولة أمم أوروبا لكرة القدم 2008 التي أقيمت في النمسا وسويسرا وقد حصل على نقطة واحدة من ثلاث مباريات وبالتالي خرج من الدور الأول. خسرت النمسا بنفس النتيجة 0-1 من كرواتيا وألمانيا بينما تعادل مع بولندا 1-1 بهدف إيفيكا فاستيك في الدقيقة 93. حلت النمسا في المركز الثالث في المجموعة الثانية. قرر الحكم الإسباني مانويل ميخوتو غونزاليز طرد هيكرسبرجر ومدرب ألمانيا يواخيم لوف بسبب ارتكاب بعض الأخطاء أثناء المباراة. في 23 يونيو 2008 استقال هيكرسبرجر من تدريب النمسا.
في 10 ديسمبر وقع عقد مع نادي الوحدة الإماراتي مدربا حتى 30 يونيو 2009. بعد احتلاله المركز الرابع وبالتالي التأهل للعب في دوري أبطال آسيا تحقيق كأس الاتصالات في السنة الأولى من عمله في النادي فقد وقع على التمديد لسنة واحدة. قرر احضار اثنين من مساعديه أثناء تولي تدريب منتخب النمسا أحدهما كلاوس ليندنبرغر.
ابنه توماس هيكرسبرجر لعب مباراة دولية واحدة لصالح منتخب النمسا في عام 2002.

## إحصائيات التدريب
آخر تحديث 31 مايو 2012.
| الفريق           | من             | إلى            | السجل | السجل | السجل | السجل | السجل  | السجل |
| الفريق           | من             | إلى            | لعب   | فاز   | تعادل | خسر   | فوز %  |       |
| ---------------- | -------------- | -------------- | ----- | ----- | ----- | ----- | ------ | ----- |
| منتخب النمسا     | 1 يناير 1988   | 14 سبتمبر 1990 | 29    | 10    | 7     | 12    | 034٫48 |       |
| فورتونا دوسلدورف | 1 يناير 1991   | 28 أغسطس 1991  | 23    | 7     | 3     | 13    | 030٫43 |       |
| أوستريا فيينا1   | 1 يوليو 1993   | 30 يونيو 1994  | 40    | 23    | 5     | 12    | 057٫50 |       |
| الأهلي           | 1 يوليو 1995   | 30 يونيو 1997  |       |       |       |       |        |       |
| منتخب البحرين    | 1 يناير 1996   | 21 ديسمبر 1996 | 7     | 1     | 2     | 4     | 014٫29 |       |
| المقاولون العرب  | 1 يوليو 1997   | 30 يونيو 1999  |       |       |       |       |        |       |
| الشعب            | 1 يوليو 1999   | 30 يونيو 2000  |       |       |       |       |        |       |
| الوصل            | 1 يوليو 2000   | 30 يونيو 2001  |       |       |       |       |        |       |
| الغرافة          | 1 يوليو 2001   | 30 يونيو 2002  |       |       |       |       |        |       |
| رابيد فيينا1     | 1 يوليو 2002   | 21 ديسمبر 2005 | 143   | 63    | 38    | 42    | 044٫06 |       |
| منتخب النمسا     | 1 يناير 2006   | 23 يونيو 2008  | 24    | 5     | 8     | 11    | 020٫83 |       |
| الوحدة           | 10 ديسمبر 2008 | 1 يونيو 2010   |       |       |       |       |        |       |
| منتخب البحرين    | 3 يونيو 2010   | 20 أكتوبر 2010 | 7     | 2     | 2     | 3     | 028٫57 |       |
| الوحدة           | 22 أكتوبر 2010 | 31 مايو 2012   | 38    | 15    | 13    | 10    | 039٫47 |       |
| المجموع          | المجموع        | المجموع        | 311   | 126   | 78    | 107   | 040٫51 |       |

- 1.^تتضمن الإحصاءات الدوري وبطولات أوروبا.

## الإنجازات

### لاعبا
- الدرجة الأولى (3): 1968-69، 1969-70، 1981-82.
- كأس النمسا (3): 1968-69، 1970-71، 1978-79.

### أوستريا فيينا
- كأس النمسا (1): 1993-94.

### الأهلي
- الدرجة الأولى البحريني (1): 1995–96.

### الغرافة
- دوري نجوم قطر (1): 2001-02.

### رابيد فيينا
- الدرجة الأولى النمساوي (1): 2004-05.

## روابط خارجية
- جوزيف هيكرسبيرغر على موقع قاعدة بيانات كرة القدم.إي يو (الإنجليزية)
- جوزيف هيكرسبيرغر على موقع ناشيونال فوتبول تيمز (الإنجليزية)
- جوزيف هيكرسبيرغر على موقع عالم كرة القدم.نت (الإنجليزية)